# Kurt Volker
Kurt D Volker född 27 december 1964 i Hatboro, Pennsylvania, är en amerikansk diplomat som var USA:s ambassadör till Nato och 7 juli 2017 till 27 september 2019 var USA:s speciella sändebud till Ukraina. Kurt Volker har varit utbytesstudent i Sverige och talar mycket bra svenska.[källa behövs]